# Zosterops natalis
Zosterops natalis е вид птица от семейство Zosteropidae. Видът е почти застрашен от изчезване.

## Разпространение
Видът е разпространен в Остров Рождество.